# Hermann Terberger

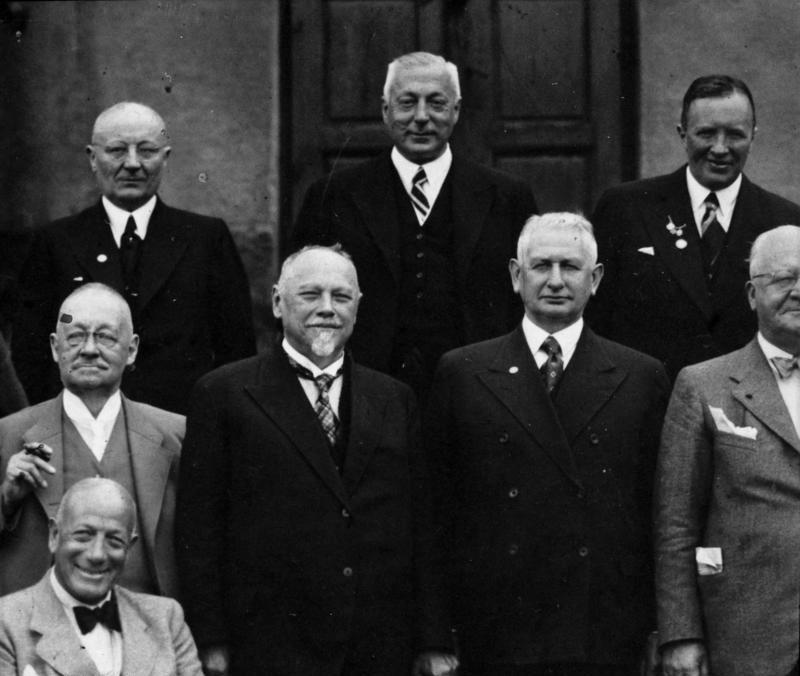
Hermann Terberger mit Mitgliedern des Vorstandes und des Aufsichtsrates der Maxhütte (1937): Obere Reihe von links: Hans Krugmann, Karl Raabe, Hermann Terberger; untere Reihe von links: Konsul Heinrich von Stein, Eugen Böhringer, Friedrich Flick, Carl Schneider (abgeschnitten); sitzend: Robert Röchling.

Hermann Terberger (* 5. Juni 1892 in Schwerte; † 13. Dezember 1975) war Jurist mit Doktorgrad, Vorstandsmitglied der Eisen- und Stahlwerke Maxhütte des Flick-Konzerns, Wehrwirtschaftsführer und Angeklagter im Flick-Prozess des Nürnberger Tribunals.

## Biographie
Über Terbergers Leben ist wenig bekannt, außer dass er als Jurist promoviert und mit Else, geb. Sartorius, verheiratet war. Sein Bruder Hans war mit der Tochter des Generaldirektors der Maxhütte Friedrich Möller verheiratet.
Terberger war seit 1925 als Prokurist bei der Linke-Hofmann-Lauchhammer AG und von 1927 bis 1937 Prokurist der Mitteldeutschen Stahlwerke AG. 1930 rückte er in die zweite Reihe der Konzernspitze des Flick-Konzerns auf, denn in der ersten Reihe des Konzerns befanden sich damals Otto Steinbrinck, Konrad Kaletsch und Dr. Natz († 1933). Terberger war Vorstandsmitglied der Maxhütte von 1937 bis 1945. Im gleichen Zeitraum war er im Beirat des Eisenschaffenden Industrieverband und hatte Funktionen in der Gauwirtschaftskammer Bayreuth.
Er trat 1939 in die Nationalsozialistische Deutsche Arbeiterpartei (NSDAP) und Sturmabteilung (SA) ein; 1941 wurde er zum Wehrwirtschaftsführer ernannt.

## Flick-Konzern
Als der Vierjahresplan, der als nationalsozialistisches Aufrüstungsprogramm auf dem Reichsparteitag 1936 verkündet und anschließend umgesetzt wurde, setzte Göring Hermann von Hanneken als Generalbevollmächtigten für die deutsche Eisenwirtschaft ein. Hanneken kontingentierte die Rohstoffe zur Eisenherstellung und dies bedeutete für die Maxhütte, dass ihr ein verringtes Rohstoffvolumen zur Stahl- und Eisenherstellung zur Verfügung stehen würde. Daraufhin protestierte Terberger als Vorstand der Maxhütte wie auch Flick als Eigentümer energisch und sie erreichten eine höhere mengenmäßige Zuteilung. Die verstärkten Auftragseingänge durch die anlaufende Rüstungsproduktion vor dem Krieg erhöhten die Gewinne und die liquiden Mittel der Maxhütte und gleiches galt für die Rohstoff-Zuteilungen an die Mitteldeutsche Stahlwerk AG, ebenso ein Flick-Unternehmen. Des Weiteren hatte die bevorzugte Kontingentierung auch zur Folge, dass Mittelstandsunternehmen der Eisenwirtschaft mit geringeren Rohstoffzuteilungen auskommen mussten und dadurch weniger produzieren konnten. Der Flickkonzern hatte demzufolge einen erheblichen Wettbewerbsvorteil, während andere Unternehmen in Zahlungsschwierigkeiten gerieten und als Flicks Konkurrenten ausfielen. Dies führte so weit, dass Dr. Kalesch, der Finanzchef des Flickkonzerns, Terberger im Jahre 1942 darauf hinwies, dass die Maxhütte derart hohe Gewinne gemacht und Rücklagen gebildet habe, dass der Konzern „finanzielle Belastungen“ suche, um die Gewinnabführungen zu vermindern.
Für Flick war Terberger derjenige in der Maxhütte, der „seine Stellung“ und Interessen vertrat. Diese Interessensvertretung ging so weit, dass Terberger bis Ende des Krieges Wochen- und Monatsberichte nicht nur kontinuierlich an die Zentrale in Berlin ablieferte, sondern diese nur an Friedrich Flick persönlich richtete. Da neben den zahlungsmäßigen Aussagen in diesen Berichten auch alle Details aufzunehmen waren, die für Flick von Interesse sein konnten, fragte Terberger beispielsweise bei Flick nach, wie er sich zu bei Verbandsangelegenheit des Eisenschaffenden Industrieverbandes entscheiden soll. Des Weiteren stimmte er sich minitiös mit Flick über anstehende Aufsichtsratssitzungen der Maxhütte ab. Damit konnte Flick „unabhängig von Gremien, Satzungen und Gesellschaftsrecht [seinen Konzern] nach innen autokratisch“ beherrschen. Auch familiäre Bindungen wurden von Flick für seine Interessen benutzt, so war Terberger der Schwiegersohn des ehemaligen Chefs der Mitteldeutschen Stahlwerke.

## Anklage
Terberger wurde kurz vor Beginn des Nürnberger Prozesses am 3. Februar 1947 verhaftet. Er litt an einem Magengeschwür und blieb der Verhandlung von Anfang September bis zur Urteilsverkündigung am 22. Dezember 1947 fern.
Terberger wurde für die Anklage wegen seines Einsatzes von Kriegsgefangenen und ausländischen Zwangsarbeitern angeklagt, da er als einziger der fünf Angeklagten des Flick-Konzerns nicht in der Zentrale in Berlin, sondern in einem Unternehmen vor Ort gearbeitet und dafür Verantwortung als Vorstandsmitglied in einem Einzelunternehmen Flicks trug. Aufgrund der streng hierarchischen Strukturen gelang es der Anklage die Verantwortung Terbergers für den Zwangsarbeitereinsatz nachzuweisen. Sein Verteidiger war Horst Pelckmann. Das Gericht erkannte jedoch an, "dass die grausamen und grauenhaften Methoden, die bekanntlich das Sklavenarbeitsprogramm an vielen Orten kennzeichneten, in den Betrieben und Anlagen die unter der Kontrolle der Angeklagten standen nicht angewandt worden sind". Ferner konnte die Verteidigung Beweise erbringen, dass Terberger Maßnahmen für die Verbesserung der Arbeitsbedingungen der Arbeiter eingeführt hat. Als Resultat wurde Terberger, trotz des Einsatzes von Zwangsarbeitern, im Prozess von den Anklagepunkten freigesprochen.